# デール・ステイン
デール・ウィレム・ステイン（英: Dale Willem Steyn、1983年6月27日 - ）は、南アフリカ出身のプロクリケット選手。南アフリカ代表。ポジションはボウラー。南アフリカ有数のクリケット選手である。